# مذبحة حفلة بين الأصدقاء (فلم)
مذبحة حفلة بين الأصدقاء (بالإنجليزية: Slumber Party Massacre)، هُو فيلم تقطيع ورعب جنوب أفريقي صدر سنة 2021 وأخرجته Danishka Esterhazy.ويمكن مشاهدت الفلم على منصات الأفلام مثل، نيتفلكس

## وصلات خارجية
- مذبحة حفلة بين الأصدقاء  في قاعدة بيانات الأفلام على الإنترنت (بالإنجليزية)